# Ampullamonas repentis
Ampullamonas repentis, secondo una classificazione filogenetica (Skvortzov, 1969) è una specie del supergruppo Excavata appartenente alla famiglia Astasiaceae.

## Caratteristiche
Ampullamonas repentis vive esclusivamente in acqua dolce, ed è stata ritrovata in uno stagno nei pressi di Harbin, in Manciuria, da Skvortzov nel 1969.
È un organismo probabilmente fagotrofico, ma vive allo stato libero.

## Classificazioni alternative
Una classificazione ormai obsoleta inserisce questo genere nella famiglia delle Astasiidae, sottordine Rhabdomonadina, ordine Natomonadida, sottoclasse Anisonemia, classe Peranemea, superclasse Spirocuta, infraphylum Dipilida, subphylum Euglenoida, phylum Euglenozoa, sottoregno Eozoa, Regno Protozoa, finché non si è scoperto che tali gruppi sono parafiletici.